# Green Bay Voyageurs Football Club
Green Bay Voyageurs FC é um time americano de futebol baseado em Ashwaubenon, Wisconsin . Fundada em 2018, a equipe é membro da USL League Two . A equipe é de propriedade da Big Top Soccer, que também é proprietária do Forward Madison FC da USL League One, e seu diretor gerente é Peter Wilt, ex-gerente geral do Chicago Fire .
A equipe foi anunciada oficialmente em outubro de 2018. O nome e as cores da Voyageurs foram anunciados em 9 de fevereiro de 2019 na Destilaria Green Bay. Os fãs tiveram a oportunidade de sugerir um nome para a equipe em outubro, com Voyageurs sendo o nome da equipe mais enviado.
O Voyageurs teve sua estreia contra o WSA Winnipeg na manhã de 1º de junho de 2019, vencendo o jogo por 3x0. O jogo, adiado pela chuva do dia anterior, foi o evento inaugural realizado no Capital Credit Union Park .